# Emmislövs distrikt
Emmislövs distrikt är ett distrikt i Östra Göinge kommun och Skåne län. 
Distriktet ligger öster om Broby.

## Tidigare administrativ tillhörighet
Distriktet inrättades 2016 och utgörs av socknen Emmislöv i Östra Göinge kommun.
Området motsvarar den omfattning Emmislövs församling hade 1999/2000.